# تینا یوزوکی
تینا یوزوکی (انگلیسی: Tina Yuzuki؛ زاده ۲۹ اکتبر ۱۹۸۶) یک بازیگر پورنوگرافی اهل ژاپن است.